# V (마룬 5의 음반)
《V》(《파이브》)는 미국의 팝 록 밴드 마룬 5의 다섯 번째 정규 음반이다. 미국 기준 2014년 9월 2일에 222 레코드와  인터스코프 레코드에서 발매되었다. 2014년 6월 16일, 리드 싱글 "Maps"가 발매되었다.
미국 빌보드 200에서 1위로 데뷔하였으며, 대한민국 가온 차트에서도 2위를 기록하였다.
이 음반은 2012년부터 2014년까지 휴식기를 가진 키보디스트 제시 카마이클의 복귀작이다.

## 음반 커버
대한민국의 사진 작가 이정이 음반 커버와 속지의 사진을  찍었다. 배경은 경기도의 한 저수지라고 한다.

## 싱글
1. "Maps" - 선발매 리드 싱글
2. "Animals" - 두 번째 싱글.  기아자동차 쏘울 광고에  쓰였다.
3. "Sugar" - 세 번째 싱글. 뮤직 비디오로 화제가 되었다.
4. "This Summer's Gonna Hurt Like A Motherfucker" - 네 번째 싱글. 재 발매반의 리드 싱글이다.
5. "Feelings" - 다섯 번째 싱글.

그 외의 곡들
- "It Was Always You" - 선발매 프로모션용 싱글
- "Lost Stars" - 딜럭스반 수록곡이자 본래 《비긴 어게인》 OST에 수록된 애덤 리바인의 싱글이다.

## 수록곡[4]
1. "Maps"
2. "Animals"
3. "It Was Always You"
4. "Unkiss Me"
5. "Sugar"
6. "Leaving California"
7. "In Your Pocket"
8. "New Love"
9. "Coming Back For You"
10. "Feelings"
11. "My Heart Is Open" (Feat. 그웬 스테파니)

재발매반 추가 트랙
1. "This Summer's Gonna Hurt Like A Motherfucker"

딜럭스반 추가 트랙
1. "Shoot Love"
2. "Sex And Candy" (커버 곡)
3. "Lost Stars" (애덤 리바인의 곡)

ZINEPAK 월마트반 보너스 트랙
1. "Maps (Slaptop 리믹스)"
2. "Maps (Feat. 빅 션 리믹스)"

아시아 투어 기념반 추가 트랙
1. "This Summer's Gonna Hurt Like A Motherfucker"

## 제작
| 마룬 5 - 애덤 리바인 – 보컬, 작사, 작곡 - 제시 카마이클 – 건반, 백 보컬 - 미키 매든 – 베이스 기타 - 제임스 밸런타인 – 기타 - 맷 플린 – 드럼, 퍼커션 - PJ 모턴 – 건반 그 밖의 음악가 - 샘 패러 – 백 보컬 - Sam Schamberg – 추가 박수 및 보컬 - Jason Fields – 추가 박수 및 보컬 - Travis Leete – 추가 박수 및 보컬 - Shawn Tellez – 추가 박수 및 보컬 - 쉘백 – 프로듀싱, 추가 악기, 백 보컬, 프로그래밍 - Ashley Cahill – 백 보컬 - Ryan Jackson-Healy – 백 보컬 - Ross Golan – 백 보컬 - Johan Carlsson – 백 보컬 - Mattias Bylund – 현악기 - 닥터 루크 - 악기 편성, 프로그래밍, 드럼, 기타, 건반, 타악기, 프로그래밍, 신디사이저 베이스 - Ammo - 추가 악기 및 프로그래밍 - Cirkut – 추가 악기 및 프로그래밍 - Mike Posner – 추가 보컬 및 작곡 - Stargate – 추가 악기 및 프로그래밍 - Aryn Wüthrich – 백 보컬 - Astma & Rocwell – 추가 악기 및 프로그래밍 - Gwen Stefani – 보컬 - Phil Peterson – 현악기 - Mattias Bylund - 현악기 - Johan Carlsson - 작곡, 악기, 건반, 믹싱, 프로듀싱, 프로그래밍, 백 보컬 | 기술진 - 라이언 테더 - composer, instrumentation, producer, programming - John Armstrong - assistant - Astma - instrumentation, producer, programming - Tim Blacksmith - executive producer - Benny Blanco - instrumentation, producer, programming - Linda Carbone - publicity - Tom Coyne - mastering - 대니 D.(Danny D.) - executive producer - Carleen Donovan - publicity - Mikkel Eriksen - engineer - Mikkel Storleer Eriksen - composer - Jason Evigan - composer, instrumentation, producer, programming, vocal producer - Eric Eylands - assistant - Rachael Findlen - assistant - Michel Flygare - composer - Serban Ghenea - mixing - Clint Gibbs - engineer - Oscar Görres - composer - John Hanes - mixing - Tor Erik Hermansen - composer - Jacob Hindlen - composer - 이정 - 사진 - Seif "Mageef" Hussain - production coordination Based on the information from Allmusic and the liner notes of V |

## 차트 성적
| Chart (2014)                         | Peak position |
| ------------------------------------ | ------------- |
| 오스트레일리아 앨범 (ARIA)           | 4             |
| 오스트리아 앨범 (Ö3 오스트리아)      | 10            |
| 벨기에 앨범 (울트라탑 플랑드르)      | 7             |
| 벨기에 앨범 (울트라탑 왈로니아)      | 12            |
| 캐나디안 앨범 (빌보드)               | 1             |
| 중국 (Sino Chart)                    | 2             |
| 크로아티아 외국 앨범 (IFPI)          | 4             |
| 체코 앨범 (ČNS IFPI)                 | 40            |
| 덴마크 앨범 (히트리스트)             | 4             |
| 네덜란드 앨범 (메하하르츠)           | 11            |
| 핀란드 앨범 (수오멘 비랄리넨 리스타) | 6             |
| 프랑스 앨범 (SNEP)                   | 6             |
| 독일 앨범 (미디어 컨트롤)            | 6             |
| 헝가리 앨범 (MAHASZ)                 | 12            |
| 인도 (IMI)                           | 1             |
| 아일랜드 앨범 (IRMA)                 | 7             |
| 이탈리아 (FIMI)                      | 2             |
| 일본 앨범 (오리콘)                   | 4             |
| 대한민국 앨범 (가온)                 | 6             |
| 대한민국 국외 앨범 (가온)            | 2             |
| 멕시코 (AMPROFON)                    | 7             |
| 뉴질랜드 앨범 (레코디드 뮤직 NZ)     | 11            |
| 노르웨이 앨범 (VG-리스타)            | 4             |
| 폴란드 앨범 (ZPAV)                   | 43            |
| 포르투갈 앨범 (AFP)                  | 12            |
| 스코틀랜드 앨범 (OCC)                | 5             |
| 스페인 앨범 (PROMUSICAE)             | 4             |
| 스웨덴 앨범 (스베리예토프리스탄)     | 5             |
| 스위스 앨범 (슈바이처 히트파라데)    | 2             |
| 타이완 (G-Music)                     | 4             |
| 타이완 Western (G-Music)             | 1             |
| 타이완 International (G-Music)       | 1             |
| 영국 음반 (OCC)                      | 4             |
| 미국 빌보드 200                      | 1             |

### 연말 차트
| 차트 (2014년)            | 최고 순위 |
| ------------------------ | --------- |
| 캐나다 (캐나디안 핫 100) | 21        |
| 미국 빌보드 핫 100       | 35        |

## 인증
| 국가                                                                                         | 인증        | 판매량/출하량 |
| -------------------------------------------------------------------------------------------- | ----------- | ------------- |
| 오스트레일리아 (ARIA)                                                                        | 골드        | 35,000^       |
| 오스트리아 (IFPI 오스트리아)                                                                 | 플래티넘    | 15,000*       |
| 브라질 (Pro-Música Brasil)                                                                   | 골드        | 30,000*       |
| 캐나다 (뮤직 캐나다)                                                                         | 3× 플래티넘 | 240,000       |
| 덴마크 (IFPI Danmark)                                                                        | 2× 플래티넘 | 40,000        |
| 프랑스 (SNEP)                                                                                | 골드        | 50,000*       |
| 이탈리아 (FIMI)                                                                              | 골드        | 25,000*       |
| 일본 (RIAJ)                                                                                  | 골드        | 100,000^      |
| 멕시코 (AMPROFON)                                                                            | 다이아몬드  | 300,000^      |
| 뉴질랜드 (RMNZ)                                                                              | 골드        | 7,500^        |
| 폴란드 (ZPAV)                                                                                | 플래티넘    | 20,000        |
| 싱가포르 (RIAS)                                                                              | 플래티넘    | 10,000*       |
| 스웨덴 (GLF)                                                                                 | 플래티넘    | 40,000        |
| 영국 (BPI)                                                                                   | 플래티넘    | 300,000       |
| 미국 (RIAA)                                                                                  | 3× 플래티넘 | 3,000,000     |
| *판매량을 기반으로 한 인증 · ^출하량을 기반으로 한 인증 · 판매량+스트리밍을 기반으로 한 인증 |             |               |

## 투어
로지 크레인, 더티 룹스가 오프닝 공연을 하며, 서울, 대구에서 내한 공연을 진행한다.

## 발매
| 지역     | 발매일          | 발매반                                                                      | 발매 형식               | 레이블                       |
| -------- | --------------- | --------------------------------------------------------------------------- | ----------------------- | ---------------------------- |
| 독일     | 2014년 8월 29일 | 스탠다드반 딜럭스반                                                         | CD, 디지털 다운로드     | 인터스코프 레코드            |
| 뉴질랜드 | 2014년 8월 29일 | 스탠다드반 딜럭스반                                                         | CD, 디지털 다운로드     | 인터스코프 레코드            |
| 대한민국 | 2014년 9월 1일  | 스탠다드반 딜럭스반 블루레이 반                                             | CD, 디지털 다운로드     | 유니버설 뮤직 코리아         |
| 미국     | 2014년 9월 2일  | 스탠다드반 (explicit 버전, clean 버전) 딜럭스반 (explicit 버전, clean 버전) | CD, LP, 디지털 다운로드 | 222 레코드 인터스코프 레코드 |

### 대한민국 발매반
대한민국에서 발매된 스탠다드반에는 V의 음반 커버가 그려진 스페셜 에디션 팝카드가 포함되어 있다. 또한 딜럭스반에는 "Maps"의 가사 비디오를 캡처한 사진과 마룬 5 로고가 양면으로 인쇄된 리릭 카드가 한정판으로 포함되어 있다.